# Slovenský Grob
Slovenský Grob (deutsch Slowakisch-Eisgrub – älter auch Böhmisch-Eisgrub, ungarisch Tótgurab) ist eine Gemeinde in der Südwestslowakei.

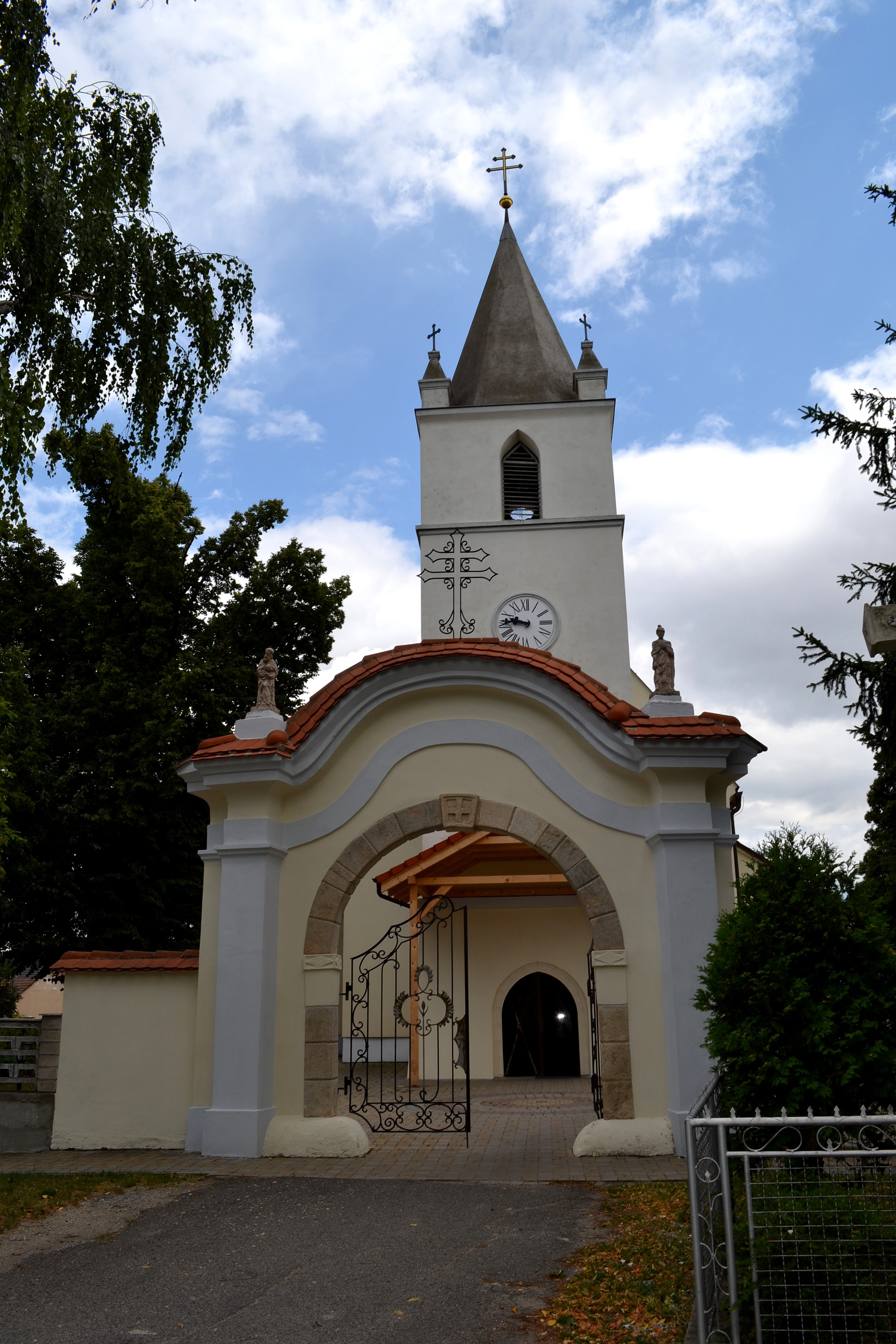
Kirche St. Johann Baptist

## Lage
Sie liegt im Donautiefland unweit der Kleinen Karpaten, etwa 6 km südlich von Pezinok und 15 km nordöstlich von Bratislava entfernt. Zur Unterscheidung vom früher kroatischsprachigen Ort Chorvátsky Grob (südlich gelegen) und dem früher deutschsprachigen Veľký Grob (östlich gelegen; bis 1948 Nemecký Grob) trägt der Ort den Namenszusatz „Slovenský“.

## Geschichte
Die erste schriftliche Erwähnung erfolgte 1214 als Monar.
Im Ort gibt es eine Kirche aus dem Jahr 1635, die Johannes dem Täufer geweiht ist, und zwei Kapellen.

## Bevölkerung
| Jahr                | 1994 | 2004     | 2014     | 2024      |
| ------------------- | ---- | -------- | -------- | --------- |
| Anzahl der Personen | 1737 | 1925     | 2616     | 6133      |
| Unterschied         |      | +10,82 % | +35,89 % | +134,44 % |

| Jahr                | 2023 | 2024    |
| ------------------- | ---- | ------- |
| Anzahl der Personen | 5934 | 6133    |
| Unterschied         |      | +3,35 % |